# Furcula costimacula
Furcula costimacula är en fjärilsart som beskrevs av Edward Alfred Cockayne 1942. Furcula costimacula ingår i släktet Furcula och familjen tandspinnare. Inga underarter finns listade i Catalogue of Life.